# Platycerus acuticollis acuticollis
Platycerus acuticollis acuticollis es una subespecie de coleóptero de la familia Lucanidae.

## Distribución geográfica
Habita en Japón.